# Салих Ага
Салих Ага (още Салих Кьорходжа или Салих Кьорходжов) е родопски помак войвода-управник на Ахъчелебийска околия (Смолянско), който управлява мирно областта в периода 1798 – 1838 година и един от най-изявените и уважавани управници от рода на Кьорходжови. През неговото управление областта постига значително развитие и напредък, запазва най-дълго време мира и спокойствието между различните религиозни общности от общото 300-годишното управление на областта от рода Кьорходжови.
Роден е през 1758 година в Смолян, тогава в Османската империя. Убит е на 22 септември 1838 година в град Гюмюрджина, от двама джелати – циганин и евреин, които се промъкват през нощта в спалнята му, сграбчават изненадващо 80-годишния войвода, стягат му един каиш около шията и след като го удушват, му изхвърлят тялото в двора. Според тогавашните сведения това убийство е станало със знанието на негови противници от Високата порта. Погребан е в гюмюрджинските гробища, край река Пошпош. Негови наследници все още населяват Смолян и околностите.